# Монтагју (Острво Принца Едварда)
Монтагју (енгл. Montague) је варош у канадској провинцији Острво Принца Едварда и део је округа Кингс. Варош је смештена на обе обале естуарског подручја Три Систерс на крајњем истоку острва. Налази се 44 км источно од административног центра провинције Шарлоттауна и 15 км југозападно од вароши Џорџтаун. 
Насеље је основано 1732. године, и за кратко време је постао седиште округа Кингс.
Према подацима пописа становништва из 2011. у вароши је живело 1.895 становника у 888 домаћинстава, што је за 5,2% више у односу на попис из 2006. када су регистрована 1.802 становника.
Привреда почива на пољопривреди, риболову и туризму.